# Аммар Хадіялі
Аммар Хадіялі (30 травня 1997) — танзанійський плавець.
Учасник Олімпійських Ігор 2012 року.